# Katyń (film)

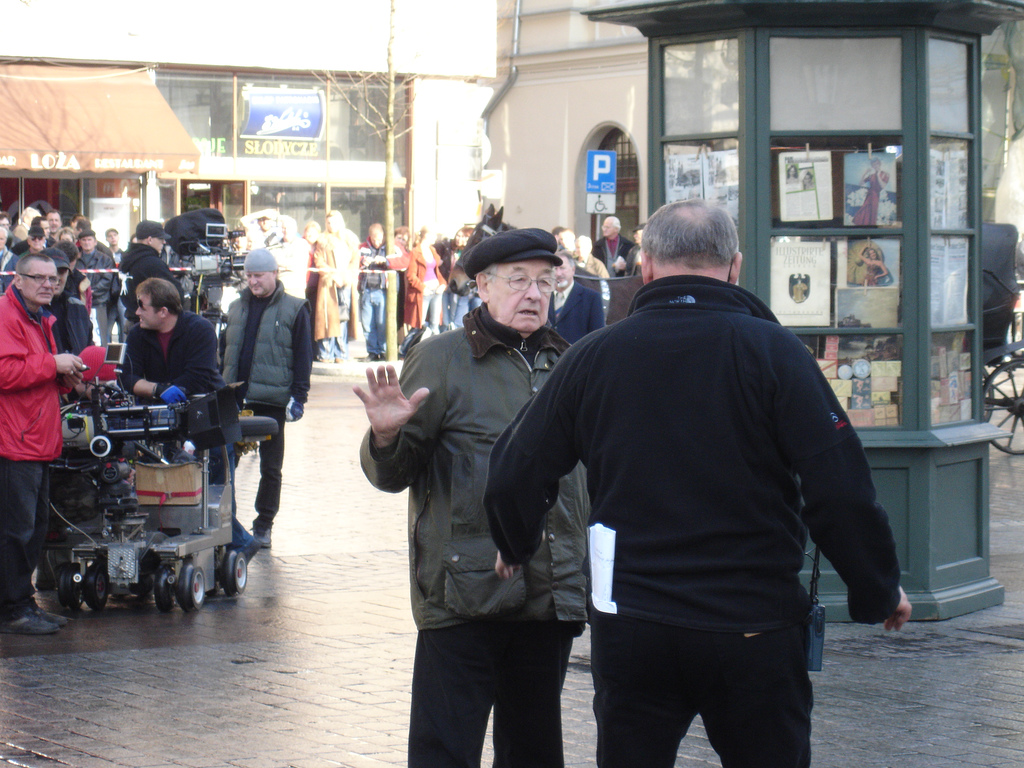
Andrzej Wajda a forgatáson Krakkóban, 2006 őszén

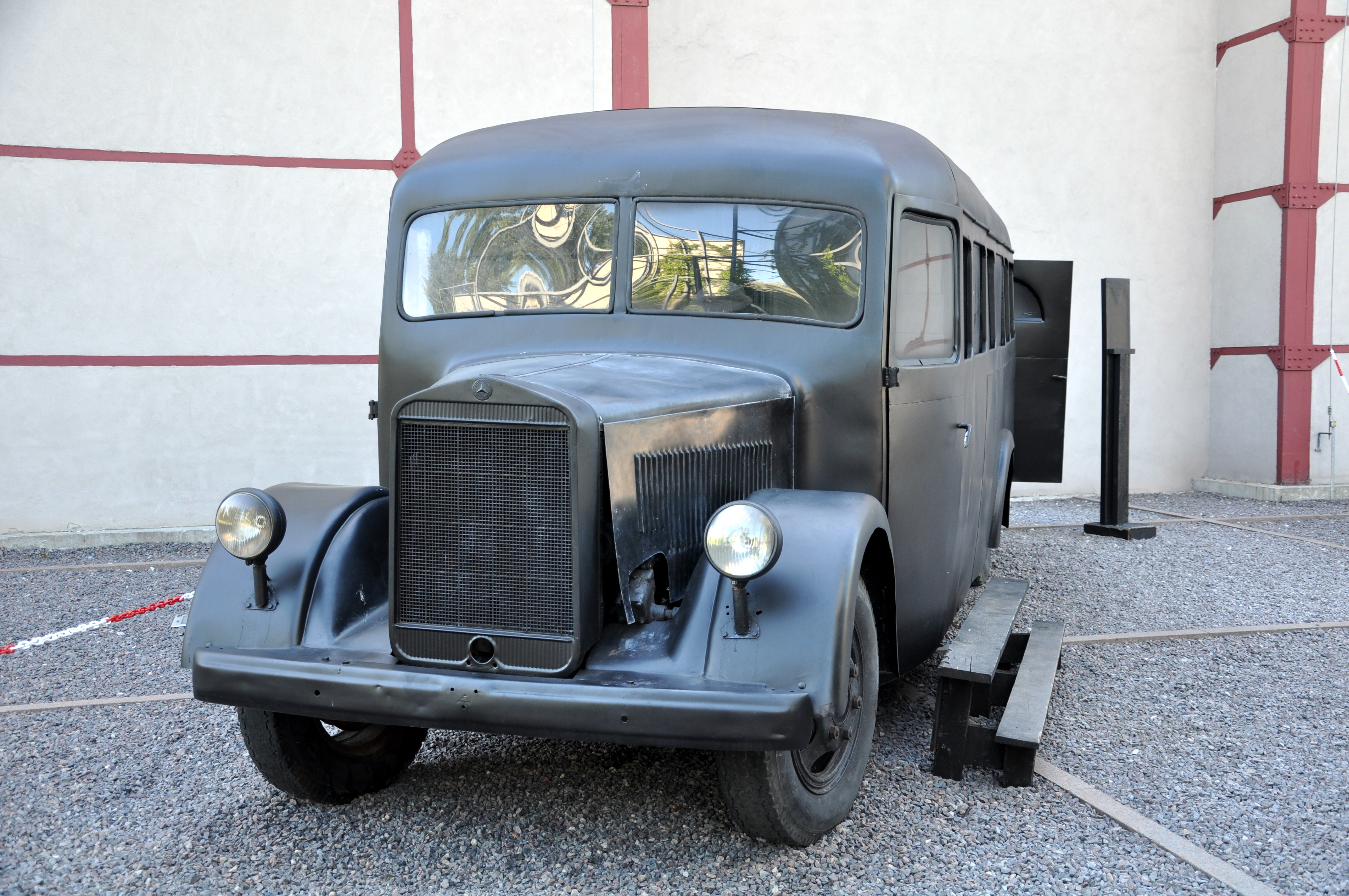
A „czornyj woron” („fekete varjú”) – az NKVD által használt Mercedes típusú börtönbusz replikája

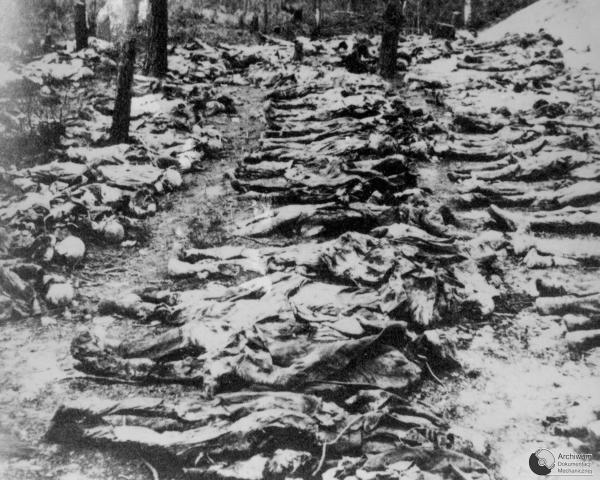
A meggyilkolt katonák exhumálása 1943-ban

A Katyń Andrzej Wajda rendező 2007-ben készült lengyel háborús filmje. A történelmi dráma témája az 1940-ben végrehajtott katyńi mészárlás, melynek során 22 ezer fogságba esett lengyel katonatisztet öltek meg a szovjetek egy erdőben. A film Andrzej Mularczyk Post mortem. Opowieść katyńska (A halál után. Katyńi mesék) című regénye alapján készült.
A filmforgatást 2006. október 3-án kezdték és 2007. január 9-én fejezték be. A bemutatót Varsóban Lengyelország 1939. évi szovjet megszállásának évfordulóján, 2007. szeptember 17-én tartották.
A filmet 2007-ben a legjobb idegen nyelvű film Oscar-díjára jelölték. 2008-ban elnyerte a legjobb lengyel film fődíját.

## A történet
A film két nézőpontból mutatja be a történetet. A lengyel hadsereg 1939-ben internált tisztjeinek a szemszögéből, akik minden esély nélkül, de az utolsó pillanatig hisznek a hazatérésben, valamint a férjeiket, fiaikat és apáikat visszaváró nőkéből.
Az első szál főszereplője Andrzej kapitány, Jerzy hadnagy és egy tábornok, utóbbi megpróbálja fenntartani a katonák, pilóták és műszakiak harci szellemét. Azonban mindenkit elpusztítanak a katyńi erdőben, kivéve Jerzyt, akinek megmenekülése igaz csoda. Sok évvel később Jerzy a Lengyel Néphadseregben szolgál, ahol fontos tisztséget tölt be. Az új népi demokrácia azonban elviselhetetlen a számára. Meghasonlik a bűntudat miatt, hogy nem beszélhet a kegyetlen bűncselekmény valódi elkövetőiről. Végül öngyilkosságot követ el.
A férfiak története valós tényeket elevenít fel, melyeket a fogságban vezetett naplók és feljegyzések őriztek meg. Ilyen pl. filmben a halott barát azonosítását szolgáló pulóver története, amit a valóságban Wacław Kruk adományozott a fagyoskodó Jan Szafrańskinak ingyenesen, bár utóbbi 50 rubelt kínált érte.
A másik szál azoknak a nőknek a sorsa, akik hazavárták a katonákat. Annáé, aki Andrzej kapitány felesége, Maria, aki a kapitány édesanyja és másoké. A filmbéli asszonyok a háború után különféle módokon próbálnak megküzdeni a kommunista rezsim hazugságaival. Van, aki elfogadja a fennálló hatalmi helyzetet, s van, aki lázad ellene.
A film legvége szintén történelmi tényeket mutat be. Az 1940 tavaszán lezajló tömeggyilkosságot drámai módon, naturalisztikus eszközökkel ábrázolja. Ebben a részben Krzysztof Penderecki zenéje szól.

## Főbb szerepek
- Andrzej Chyra – Jerzy ulánus katona, Andrzej barátja
- Artur Żmijewski – Andrzej ulánus kapitány
- Maja Ostaszewska – Anna, Andrzej felesége
- Władysław Kowalski – a professzor, Andrzej apja
- Maja Komorowska – a professzorné, Andrzej édesanyja
- Jan Englert – a tábornok
- Danuta Stenka – Róża, a tábornok felesége

## A film készítői
Rendező: Andrzej Wajda
Írta: Andrzej Wajda, Andrzej Mularczyk, Wladyslaw Pasikowski (Mularczyk regénye alapján)
Operatőr: Paweł Edelman
Zene: Krzysztof Penderecki
Scenográfia: Magdalena Dipont
Jelmez: Magdalena Biedrzycka, Bronisław Domański
Egyenruhák és katonai felszerelés: Andrzej Szenajch
Vágó: Milenia Fiedler, Rafał Listopad
Producer: Michał Kwieciński

## Fogadtatás
2007 októberében Aleksander Szczygło védelmi miniszter elrendelte, hogy a lengyel hadsereg minden katonája nézze meg a filmet.
Már a kezdetektől sejtették az alkotók, hogy külföldön nem mindenhol lesz kedvező a film fogadtatása. Kínában hivatalosan betiltották a vetítését, és kalózmásolatokon lehet hozzáférni. Olaszországban ugyancsak gondok adódtak a bemutatásával, a Velencei Filmfesztiválon nem is mutatták be.
Oroszországban csak 2010-ben került bemutatásra, akkor a nézők 1,5%-a nézte meg. Április 11-én azonban – a szmolenszki légikatasztrófa után egy nappal – 4,5% néző volt.

## Fordítás
- Ez a szócikk részben vagy egészben a Katyń_(film) című lengyel Wikipédia-szócikk ezen változatának fordításán alapul.  Az eredeti cikk szerkesztőit annak laptörténete sorolja fel. Ez a jelzés csupán a megfogalmazás eredetét és a szerzői jogokat jelzi, nem szolgál a cikkben szereplő információk forrásmegjelöléseként.